# Copa da Turquia
A Copa da Turquia (em turco, Türkiye Kupası) é uma competição entre clubes do futebol da Turquia organizada pela Federação Turca de Futebol desde a temporada 1962–63. Atualmente, por razões de patrocínio, é oficialmente denominada Ziraat Türkiye Kupası.

## Histórico
A taça foi criada em 1962 e tem acontecido em todas as temporadas desde então. A partir da temporada 2012–13, na fase de quartas-de-final, foram introduzidos 2 quadrangulares entre as 8 equipes classificadas, que jogam partidas divididas em turno e returno para decidir os classificados para as semifinais da competição, adotando-se um sistema misto de disputa. Ao todo, são disputadas 163 partidas, divididas entre todas as fases da competição.

## Formato da competição
O atual formato da competição consiste em 156 clubes participantes das quatro ligas de futebol, organizadas pela Federação Turca de Futebol, que compõem o sistema de ligas de futebol da Turquia (Süper Lig, TFF 1. Lig, TFF 2. Lig e TFF 3. Lig) e também clubes participantes das Ligas Regionais Amadoras.
A 1ª rodada é composta por 86 equipes, sendo estas os clubes pertencentes à Quarta Divisão Turca e às Ligas Regionais Amadoras, que enfrentam-se em jogo único para decidir as 43 equipes classificados para a 2ª rodada.
Na 2ª rodada adentram mais 65 equipes, sendo estas os clubes da Primeira Divisão que não disputam competições europeias e os clubes da Segunda Divisão e da Terceira Divisão, que se enfrentam também em jogo único para decidir as 54 equipes classificadas para a 3ª rodada e, posteriormente, as 27 equipes classificadas para a 4ª rodada.
Na 4ª rodada, adentram as 5 equipes da Primeira Divisão que disputam as competições europeias (Liga dos Campeões ou Liga Europa) que, junto com as 27 equipes classificadas da fase anterior, enfrentam-se em jogo único para decidir as 16 equipes classificadas para a 5ª rodada e, posteriormente, as 8 equipes classificadas para a fase de grupos da competição.
Na fase de grupos, composta por 2 grupos de 4 clubes cada, as equipes enfrentam-se em turno e returno para decidir os 4 clubes classificados para as semifinais, que por sua vez, são jogadas em jogos de ida-e-volta para definir os 2 clubes classificados para a final da competição. 
Com exceções esporádicas (caso das temporadas 1965–66, 1966–67, 1983–84, 1985–86, 1989–90 e 1990–91), foi a partir da temporada 1999–00 que a final passou a ser jogada em jogo único, porém em campo neutro. O campeão conquista, além do troféu, uma vaga para a fase de grupos da Liga Europa e participação na Supercopa da Turquia da temporada seguinte.
| Fases da Competição | Clubes Restantes | Clubes Envolvidos | Classificados da Rodada Anterior | Entradas de Clubes nesta Rodada | Ligas de Futebol                    |
| ------------------- | ---------------- | ----------------- | -------------------------------- | ------------------------------- | ----------------------------------- |
| 1ª Rodada           | 156              | 86                | –                                | 86                              | TFF 3. Lig Ligas Regionais Amadoras |
| 2ª Rodada           | 113              | 108               | 43                               | 65                              | Süper Lig TFF 1. Lig TFF 2. Lig     |
| 3ª Rodada           | 59               | 54                | 54                               | –                               | –                                   |
| 4ª Rodada           | 32               | 27                | 27                               | 5                               | Süper Lig                           |
| Oitavas-de-Final    | 16               | 16                | 16                               | –                               | –                                   |
| Quartas-de-Final    | 8                | 8                 | 8                                | –                               | –                                   |
| Semifinais          | 4                | 4                 | 4                                | –                               | –                                   |
| Final               | 2                | 2                 | 2                                | –                               | –                                   |

## Tabela de campeões

### Finais com jogos de ida e volta
| Temporada | Campeão            | Placares       | Vice–Campeão        | Estádios                     |
| 1962–63   | Galatasaray (1)    | 2–1            | Fenerbahçe (1)      | Estádio İnönü de Beşiktaş    |
| 1962–63   | Galatasaray (1)    | 2–1            | Fenerbahçe (1)      | Estádio İnönü de Beşiktaş    |
| 1963–64   | Galatasaray (2)    | 0–0            | Altayspor (1)       | Estádio Atatürk de Esmirna   |
| 1963–64   | Galatasaray (2)    | 3–0 (W.O.)     | Altayspor (1)       | Estádio İnönü de Beşiktaş    |
| 1964–65   | Galatasaray (3)    | 0–0            | Fenerbahçe (2)      | Estádio Ali Sami Yen         |
| 1964–65   | Galatasaray (3)    | 1–0            | Fenerbahçe (2)      | Estádio Sükrü Saraçoğlu      |
| 1965–66   | Galatasaray (4)    | 1–0            | Beşiktaş (1)        | Estádio İnönü de Beşiktaş    |
| 1966–67   | Altayspor (1)      | 0–0 (sorteio)  | Göztepe (1)         | Estádio Atatürk de Esmirna   |
| 1967–68   | Fenerbahçe (1)     | 2–0            | Altayspor (2)       | Estádio Sükrü Saraçoğlu      |
| 1967–68   | Fenerbahçe (1)     | 0–1            | Altayspor (2)       | Estádio Atatürk de Esmirna   |
| 1968–69   | Göztepe (1)        | 1–0            | Galatasaray (1)     | Estádio Atatürk de Esmirna   |
| 1968–69   | Göztepe (1)        | 1–1 (pro)      | Galatasaray (1)     | Estádio Ali Sami Yen         |
| 1969–70   | Göztepe (2)        | 1–2            | Eskişehirspor (1)   | Eskişehir Atatürk Stadyumu   |
| 1969–70   | Göztepe (2)        | 3–1            | Eskişehirspor (1)   | Estádio Atatürk de Esmirna   |
| 1970–71   | Eskişehirspor (1)  | 0–1            | Bursaspor (1)       | Estádio Atatürk de Bursa     |
| 1970–71   | Eskişehirspor (1)  | 2–0            | Bursaspor (1)       | Eskişehir Atatürk Stadyumu   |
| 1971–72   | Ankaragücü (1)     | 0–0            | Altayspor (3)       | Estádio Atatürk de Esmirna   |
| 1971–72   | Ankaragücü (1)     | 3–0            | Altayspor (3)       | Estádio 19 de Maio de Ancara |
| 1972–73   | Galatasaray (5)    | 3–1            | Ankaragücü (1)      | Estádio Ali Sami Yen         |
| 1972–73   | Galatasaray (5)    | 1–1            | Ankaragücü (1)      | Estádio 19 de Maio de Ancara |
| 1973–74   | Fenerbahçe (2)     | 0–1            | Bursaspor (2)       | Estádio Atatürk de Bursa     |
| 1973–74   | Fenerbahçe (2)     | 3–0            | Bursaspor (2)       | Estádio Sükrü Saraçoğlu      |
| 1974–75   | Beşiktaş (1)       | 0–1            | Trabzonspor (1)     | Estádio Hüseyin Avni Aker    |
| 1974–75   | Beşiktaş (1)       | 2–0            | Trabzonspor (1)     | Estádio İnönü de Beşiktaş    |
| 1975–76   | Galatasaray (6)    | 0–1            | Trabzonspor (2)     | Estádio Hüseyin Avni Aker    |
| 1975–76   | Galatasaray (6)    | 1–0 (5–4 d.p.) | Trabzonspor (2)     | Estádio Ali Sami Yen         |
| 1976–77   | Trabzonspor (1)    | 1–0            | Beşiktaş (2)        | Estádio Hüseyin Avni Aker    |
| 1976–77   | Trabzonspor (1)    | 0–0            | Beşiktaş (2)        | Estádio İnönü de Beşiktaş    |
| 1977–78   | Trabzonspor (2)    | 3–0            | Adana Demirspor (1) | Estádio Hüseyin Avni Aker    |
| 1977–78   | Trabzonspor (2)    | 0–0            | Adana Demirspor (1) | Adana 5 Ocak Stadı           |
| 1978–79   | Fenerbahçe (3)     | 1–2            | Altayspor (4)       | Estádio Atatürk de Esmirna   |
| 1978–79   | Fenerbahçe (3)     | 2–0            | Altayspor (4)       | Estádio Sükrü Saraçoğlu      |
| 1979–80   | Altayspor (2)      | 1–0            | Galatasaray (2)     | Estádio Atatürk de Esmirna   |
| 1979–80   | Altayspor (2)      | 1–1            | Galatasaray (2)     | Estádio Ali Sami Yen         |
| 1980–81   | Ankaragücü (2)     | 2–1            | Boluspor (1)        | Estádio 19 de Maio de Ancara |
| 1980–81   | Ankaragücü (2)     | 0–0            | Boluspor (1)        | Bolu Atatürk Stadyumu        |
| 1981–82   | Galatasaray (7)    | 3–0            | Ankaragücü (2)      | Estádio Ali Sami Yen         |
| 1981–82   | Galatasaray (7)    | 1–2            | Ankaragücü (2)      | Estádio 19 de Maio de Ancara |
| 1982–83   | Fenerbahçe (4)     | 2–0            | Mersin İ.Y. (1)     | Estádio Sükrü Saraçoğlu      |
| 1982–83   | Fenerbahçe (4)     | 2–1            | Mersin İ.Y. (1)     | Tevfik Sırrı Gür Stadyumu    |
| 1983–84   | Trabzonspor (3)    | 2–0 (pro)      | Beşiktaş (3)        | Estádio Atatürk de Esmirna   |
| 1984–85   | Galatasaray (8)    | 2–1            | Trabzonspor (3)     | Estádio Hüseyin Avni Aker    |
| 1984–85   | Galatasaray (8)    | 0–0            | Trabzonspor (3)     | Estádio Ali Sami Yen         |
| 1985–86   | Bursaspor (1)      | 2–0            | Altayspor (5)       | Estádio Atatürk de Bursa     |
| 1986–87   | Gençlerbirliği (1) | 5–0            | Eskişehirspor (2)   | Estádio 19 de Maio de Ancara |
| 1986–87   | Gençlerbirliği (1) | 1–2            | Eskişehirspor (2)   | Eskişehir Atatürk Stadyumu   |
| 1987–88   | Sakaryaspor (1)    | 2–0            | Samsunspor (1)      | Sakarya Atatürk Stadı        |
| 1987–88   | Sakaryaspor (1)    | 1–1            | Samsunspor (1)      | Samsun 19 Mayıs Stadyumu     |
| 1988–89   | Beşiktaş (2)       | 1–0            | Fenerbahçe (3)      | Estádio Sükrü Saraçoğlu      |
| 1988–89   | Beşiktaş (2)       | 2–1            | Fenerbahçe (3)      | Estádio İnönü de Beşiktaş    |
| 1989–90   | Beşiktaş (3)       | 2–0            | Trabzonspor (4)     | Estádio Atatürk de Esmirna   |
| 1990–91   | Galatasaray (9)    | 3–1 (pro)      | Ankaragücü (3)      | Estádio Atatürk de Esmirna   |
| 1991–92   | Trabzonspor (4)    | 0–3            | Bursaspor (3)       | Estádio Atatürk de Bursa     |
| 1991–92   | Trabzonspor (4)    | 5–1            | Bursaspor (3)       | Estádio Hüseyin Avni Aker    |
| 1992–93   | Galatasaray (10)   | 1–0            | Beşiktaş (4)        | Estádio Ali Sami Yen         |
| 1992–93   | Galatasaray (10)   | 2–2            | Beşiktaş (4)        | Estádio İnönü de Beşiktaş    |
| 1993–94   | Beşiktaş (4)       | 1–1            | Galatasaray (3)     | Estádio Ali Sami Yen         |
| 1993–94   | Beşiktaş (4)       | 3–2            | Galatasaray (3)     | Estádio İnönü de Beşiktaş    |
| 1994–95   | Trabzonspor (5)    | 3–2            | Galatasaray (4)     | Estádio Ali Sami Yen         |
| 1994–95   | Trabzonspor (5)    | 1–0            | Galatasaray (4)     | Estádio Hüseyin Avni Aker    |
| 1995–96   | Galatasaray (11)   | 1–0            | Fenerbahçe (4)      | Estádio Ali Sami Yen         |
| 1995–96   | Galatasaray (11)   | 1–1 (pro)      | Fenerbahçe (4)      | Estádio Sükrü Saraçoğlu      |
| 1996–97   | Kocaelispor (1)    | 1–1            | Trabzonspor (5)     | Estádio Hüseyin Avni Aker    |
| 1996–97   | Kocaelispor (1)    | 1–0            | Trabzonspor (5)     | İzmit İsmetpaşa Stadyumu     |
| 1997–98   | Beşiktaş (5)       | 1–1            | Galatasaray (5)     | Estádio İnönü de Beşiktaş    |
| 1997–98   | Beşiktaş (5)       | 1–1 (4–2 d.p.) | Galatasaray (5)     | Estádio Ali Sami Yen         |
| 1998–99   | Galatasaray (12)   | 0–0            | Beşiktaş (5)        | Estádio Ali Sami Yen         |
| 1998–99   | Galatasaray (12)   | 2–0            | Beşiktaş (5)        | Estádio İnönü de Beşiktaş    |

### Final em jogo único

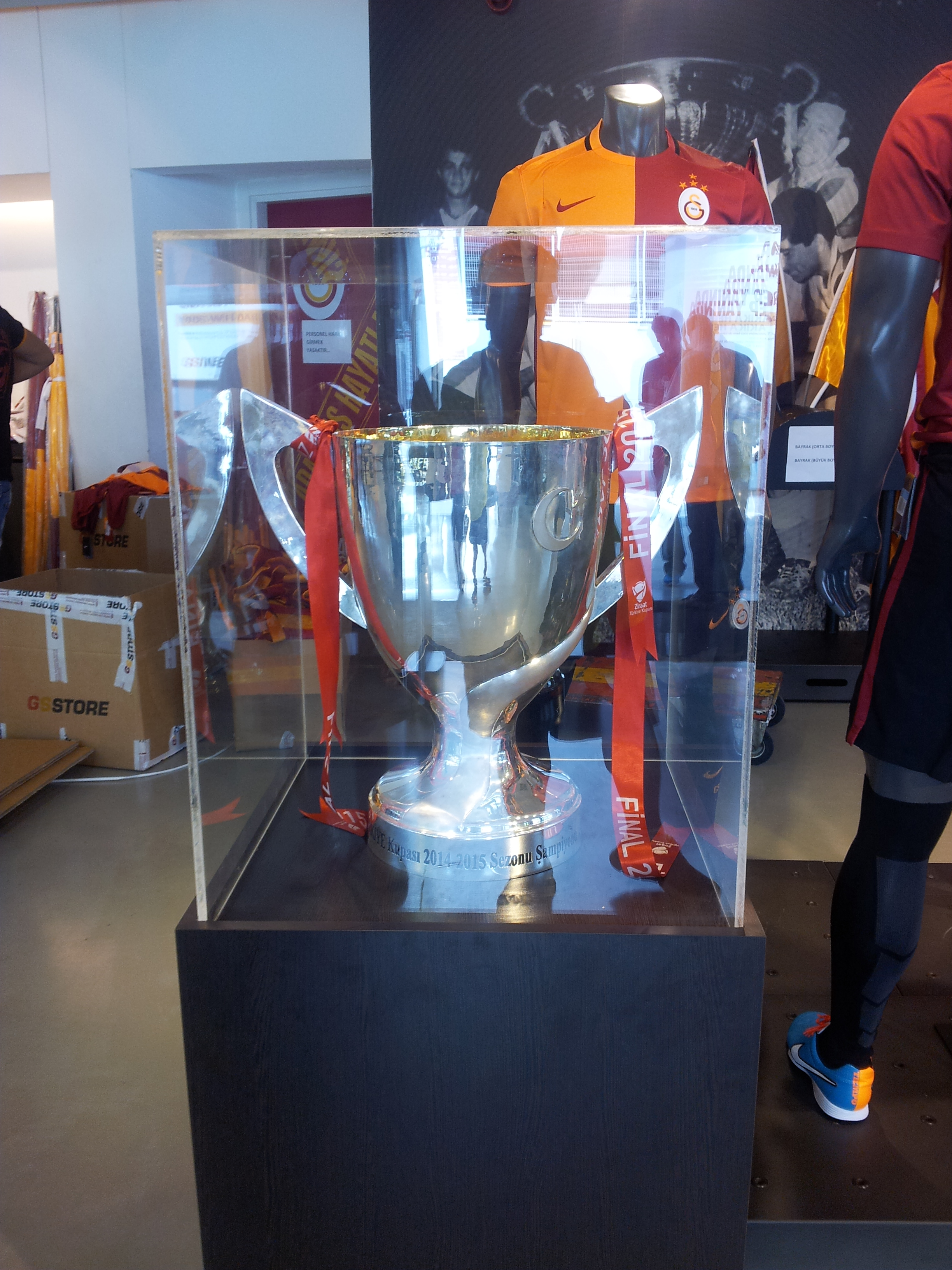
Troféu entregue pela TFF ao clube vencedor da competição

| Temporada | Campeão            | Placar           | Vice–Campeão       | Estádio                             |
| 1999–00   | Galatasaray (13)   | 5–3 (pro)        | Antalyaspor (1)    | Diyarbakır Atatürk Stadyumu         |
| 2000–01   | Gençlerbirliği (2) | 2–2 (4–1 d.p.)   | Fenerbahçe (5)     | Kayseri Atatürk Stadyumu            |
| 2001–02   | Kocaelispor (2)    | 4–0              | Beşiktaş (6)       | Estádio Atatürk de Bursa            |
| 2002–03   | Trabzonspor (6)    | 3–1              | Gençlerbirliği (1) | Antalya Atatürk Stadyumu            |
| 2003–04   | Trabzonspor (7)    | 4–0              | Gençlerbirliği (2) | Estádio Olímpico Atatürk            |
| 2004–05   | Galatasaray (14)   | 5–1              | Fenerbahçe (6)     | Estádio Olímpico Atatürk            |
| 2005–06   | Beşiktaş (6)       | 3–2 (pro)        | Fenerbahçe (7)     | Estádio Atatürk de Esmirna          |
| 2006–07   | Beşiktaş (7)       | 1–0 (pro)        | Erciyesspor (1)    | Estádio Atatürk de Esmirna          |
| 2007–08   | Kayserispor (1)    | 0–0 (11–10 d.p.) | Gençlerbirliği (3) | Estádio Atatürk de Bursa            |
| 2008–09   | Beşiktaş (8)       | 4–2              | Fenerbahçe (8)     | Estádio Atatürk de Esmirna          |
| 2009–10   | Trabzonspor (8)    | 3–1              | Fenerbahçe (9)     | Şanlıurfa GAP Stadı                 |
| 2010–11   | Beşiktaş (9)       | 2–2 (4–3 d.p.)   | Başakşehir (1)     | Estádio Kadir Has                   |
| 2011–12   | Fenerbahçe (5)     | 4–0              | Bursaspor (4)      | Estádio 19 de Maio de Ancara        |
| 2012–13   | Fenerbahçe (6)     | 1–0              | Trabzonspor (6)    | Estádio 19 de Maio de Ancara        |
| 2013–14   | Galatasaray (15)   | 1–0              | Eskişehirspor (3)  | Konya Atatürk Stadı                 |
| 2014–15   | Galatasaray (16)   | 3–2              | Bursaspor (5)      | Estádio Atatürk de Bursa            |
| 2015–16   | Galatasaray (17)   | 1–0              | Fenerbahçe (10)    | Estádio de Antália                  |
| 2016–17   | Konyaspor (1)      | 0–0 (4–1 d.p.)   | Başakşehir (2)     | Novo Estádio de Esquixequir         |
| 2017–18   | Akhisarspor (1)    | 3–2              | Fenerbahçe (11)    | Novo Estádio de Diarbaquir          |
| 2018–19   | Galatasaray (18)   | 3–1              | Akhisarspor (1)    | Novo Estádio 4 de Novembro de Sivas |
| 2019–20   | Trabzonspor (9)    | 2–0              | Alanyaspor (1)     | Estádio Olímpico Atatürk            |
| 2020–21   | Beşiktaş (10)      | 2–0              | Antalyaspor (2)    | Estádio Gürsel Aksel                |
| 2021–22   | Sivasspor (1)      | 3–2              | Kayserispor (1)    | Estádio Olímpico Atatürk            |
| 2022–23   | Fenerbahçe (7)     | 2–0              | Başakşehir (3)     | Estádio Gürsel Aksel                |
| 2023–24   | Beşiktaş (11)      | 3–2              | Trabzonspor (7)    | Estádio Olímpico Atatürk            |
| 2024–25   | Galatasaray (19)   | 3–0              | Trabzonspor (7)    | Estádio de Gaziantepe               |

## Títulos por clube
| Clube           | Campeonatos | Vice–Campeonatos | Temporadas como Campeão | Temporadas como Vice–Campeão                                                                       |
| Galatasaray     | 19          | 5                | 1962–63, 1963–64, 1964–65, 1965–66, 1972–73, 1975–76, 1981–82, 1984–85, 1990–91, 1992–93, 1995–96, 1998–99, 1999–00, 2004–05, 2013–14, 2014–15, 2015–16, 2018–19 e 2024–25 | 1968–69, 1979–80, 1993–94, 1994–95 e 1997–98                                                       |
| Beşiktaş        | 11          | 6                | 1974–75, 1988–89, 1989–90, 1993–94, 1997–98, 2005–06, 2006–07, 2008–09, 2010–11, 2020–21 e 2023–24                                                                         | 1965–66, 1976–77, 1983–84, 1992–93, 1998–99 e 2001–02                                              |
| Trabzonspor     | 9           | 8                | 1976–77, 1977–78, 1983–84, 1991–92, 1994–95, 2002–03, 2003–04, 2009–10 e 2019–20                                                                                           | 1974–75, 1975–76, 1984–85, 1989–90, 1996–97, 2012–13, 2023–24 e 2024–25                            |
| Fenerbahçe      | 7           | 11               | 1967–68, 1973–74, 1978–79, 1982–83, 2011–12, 2012–13 e 2022–23 | 1962–63, 1964–65, 1988–89, 1995–96, 2000–01, 2004–05, 2005–06, 2008–09, 2009–10, 2015–16 e 2017–18 |
| Altayspor       | 2           | 5                | 1966–67 e 1979–80 | 1963–64, 1967–68, 1971–72, 1978–79 e 1985–86                                                       |
| Ankaragücü      | 2           | 3                | 1971–72 e 1980–81 | 1972–73, 1981–82 e 1990–91                                                                         |
| Gençlerbirliği  | 2           | 3                | 1986–87 e 2000–01 | 2002–03, 2003–04 e 2007–08                                                                         |
| Göztepe         | 2           | 1                | 1968–69 e 1969–70 | 1966–67                                                                                            |
| Kocaelispor     | 2           | 0                | 1996–97 e 2001–02 | |
| Bursaspor       | 1           | 5                | 1985–86 | 1970–71, 1973–74, 1991–92, 2011–12 e 2014–15                                                       |
| Eskişehirspor   | 1           | 3                | 1970–71 | 1969–70, 1986–87 e 2013–14                                                                         |
| Kayserispor     | 1           | 1                | 2007–08 | 2021–22                                                                                            |
| Akhisarspor     | 1           | 1                | 2017–18 | 2018–19                                                                                            |
| Sakaryaspor     | 1           | 0                | 1987–88 | |
| Konyaspor       | 1           | 0                | 2016–17 | |
| Sivasspor       | 1           | 0                | 2021–22 | |
| Başakşehir      | 0           | 3                | | 2010–11, 2016–17 e 2022–23                                                                         |
| Antalyaspor     | 0           | 2                | 1999–00 e 2020–21 | |
| Adana Demirspor | 0           | 1                | 1977–78 | |
| Boluspor        | 0           | 1                | 1980–81 | |
| Mersin İ.Y.     | 0           | 1                | 1982–83 | |
| Samsunspor      | 0           | 1                | 1987–88 | |
| Erciyesspor     | 0           | 1                | 2006–07 | |
| Alanyaspor      | 0           | 1                | 2019–20 | |